# Lindsay Alcock
Lindsay Alcock (Calgary, 6 de octubre de 1977) es una deportista canadiense que compitió en skeleton. Ganó una medalla de plata en el Campeonato Mundial de Skeleton de 2004.

## Palmarés internacional
| Campeonato Mundial | Campeonato Mundial   | Campeonato Mundial | Campeonato Mundial |
| Año                | Lugar                | Medalla            | Prueba             |
| ------------------ | -------------------- | ------------------ | ------------------ |
| 2004               | Königssee (Alemania) | Medalla de plata   | Individual         |